# Ken'ichi Fukui
Ken'ichi Fukui (福井謙一?, Fukui Ken'ichi; Nara, 4 ottobre 1918 – Kyōto, 9 gennaio 1998) è stato un chimico giapponese.

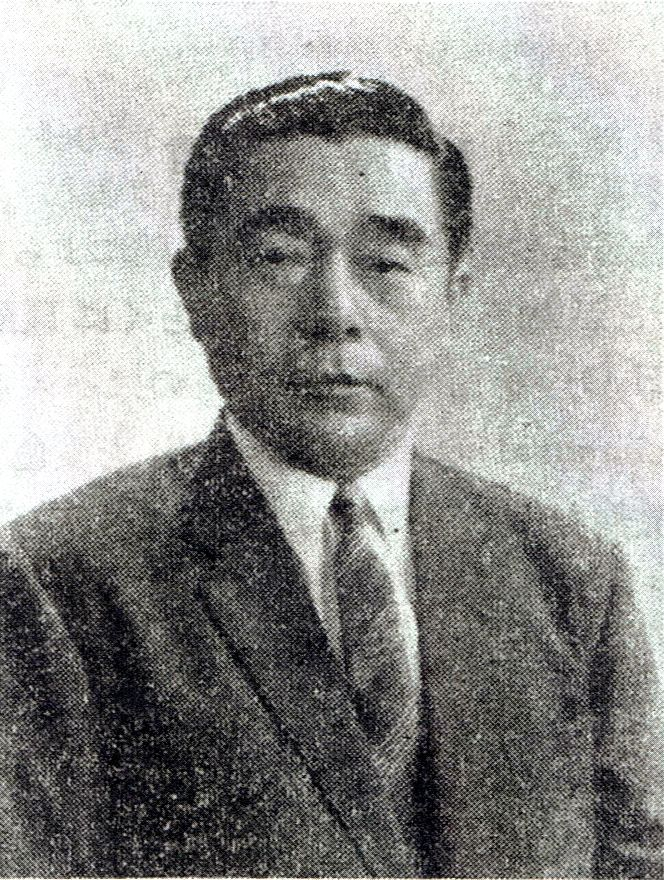
Kenichi Fukui (1966)

Fukui vinse il premio Nobel per la chimica nel 1981 insieme con Roald Hoffmann, per i loro studi indipendenti sul meccanismo delle reazioni chimiche. In particolare il suo lavoro si focalizzò sul ruolo delle interazioni fra gli orbitali di frontiera nelle reazioni chimiche: specificamente le molecole tendono a condividere gli elettroni presenti negli orbitali di frontiera, più distanti dai nuclei e quindi più debolmente legati, con l'orbitale HOMO (orbitale molecolare a più alta energia occupato) che tende a interagire con il LUMO (orbitale molecolare a più bassa energia non occupato) generando una nuova configurazione stabilizzata.
Ken'ichi Fukui insegnò chimica fisica all'Università di Kyoto dal 1951 al 1982, fu presidente del Kyoto Institute of Technology tra il 1982 e il 1988 e membro dell'Accademia Internazionale di Scienze Quantistiche Molecolari.